# Iosif Sîrbu
Iosif Sîrbu (ur. 21 września 1925 w Șibocie, zm. 6 września 1964 w Bukareszcie) – rumuński strzelec, trzykrotny olimpijczyk (Helsinki 1952, Melbourne 1956 i Rzym 1960). Mistrz olimpijski z 1952 w strzelaniu z karabinu z 50 metrów leżąc. Pierwszy rumuński złoty medalista olimpijski.

## Kariera sportowa

### Letnie Igrzyska Olimpijskie 1952
Iosif Sîrbu, zadebiutował w igrzyskach olimpijskich na igrzyskach w Helsinkach, w wieku 26 lat. Były to pierwsze letnie igrzyska olimpijskie, w których brała udział reprezentacja Rumunii od 1936.
Sîrbu wziął udział w dwóch konkurencjach strzeleckich w strzelaniu z karabinu z 50 metrów w trzech pozycjach oraz w strzelaniu z karabinu z 50 metrów leżąc. W tej pierwszej konkurencji zajął 6. miejsce wykonując bezbłędne strzelanie leżąc. W strzelaniu z karabinu leżąc Iosif Sîrbu był bezbłędny wyrównując rekord świata. Taki sam wynik punktowy osiągnął reprezentujący Związek Socjalistycznych Republik Radzieckich Boris Andriejew. Jednakże zawodnik z Rumunii trafiał bliżej środka tarczy i to on został uznany za zwycięzcę zawodów olimpijskich. Był to pierwszy w historii złoty medal dla reprezentacji Rumunii.
Po tych zawodach u Iosifa Sîrbu wykryto poważną chorobę w prawym oku, jednakże nie zakończył kariery zawodniczej.

### Letnie Igrzyska Olimpijskie 1956
Na igrzyskach w Australii Sîrbu uczestniczył w tych samych konkurencjach co cztery lata wcześniej w Helsinkach. W strzelaniu leżąc obrońca tytułu zaliczył dwa pudła co spowodowało, że ostatecznie został sklasyfikowany na 5. miejscu (mistrz olimpijski Gerald Ouellette z Kanady zaliczył występ bezbłędnie, natomiast pozostali medaliści mieli jeden błąd). W drugiej z konkurencji Rumun zdobył 1157 na 1200 punktów. Po słabym występie w pozycji stojącej, ostatecznie został sklasyfikowany na pozycji 7.

### Letnie Igrzyska Olimpijskie 1960
Na igrzyskach w Rzymie Iosif Sîrbu uczestniczył w tych samych konkurencjach jak cztery i osiem lat wcześniej. Jednakże w przeciwieństwie do poprzednich igrzysk zmieniła się formuła rozgrywania zawodów. Obie konkurencje były dwuetapowe (eliminacje i finał). Sîrbu zaliczył gorsze występy niż na poprzednich igrzyskach, częściej nie trafiał do celu, co spowodowało iż zajął miejsca 10 w karabinie leżąc i 12 w trzech pozycjach.

## Śmierć
Iosif Sîrbu 6 września 1964, w wieku 39 lat, popełnił samobójstwo. Został pochowany w Braszowie.

## Strzelnica im Iosif Sîrbu w Băneasie
W mieście Băneasa działa strzelnica im. Iosif Sîrbu.